# Blenheim (Schiff, 1970)
Die Blenheim war ein 1970 in Dienst gestelltes Fähr- und Kreuzfahrtschiff der Fred. Olsen & Co., das für die Reederei bis 1980 im Einsatz stand und anschließend als Scandinavian Sea für SeaEscape fuhr. Nach einem Brand wurde es 1985 zum reinen Kreuzfahrtschiff umgebaut und nahm 1986 als Discovery I den Dienst auf. Am 8. Mai 1996 zerstörte ein weiterer Brand die Discovery I, das Wrack ging 1997 zum Abbruch ins indische Alang.

## Geschichte
Die Blenheim wurde am 28. November 1968 unter der Baunummer 744 in der Werft der Upper Clyde Shipbuilders in Clydebank auf Kiel gelegt und lief am 10. Januar 1970 vom Stapel. Sie war eine vergrößerte Version der Black Prince und der Black Watch. Nach der Übergabe an Fred. Olsen & Co. am 1. September 1970 nahm das Schiff am 10. September den Dienst für Rundreisen von London nach Funchal, Santa Cruz de Tenerife und Las Palmas de Gran Canaria auf. Diesen Kreuzfahrtdienst bot die Blenheim noch bis 1981 von September bis Mai an. Den Rest des Jahres fuhr das Schiff bis 1976 im Fährdienst zwischen Kristiansand, Amsterdam und Harwich. Anschließend wechselte es auf die Strecke von Bergen nach Cuxhaven.
Ab Mai 1980 stand die Blenheim zwischen Bergen und Newcastle upon Tyne im Einsatz. Im September 1980 führte eine geplante Umregistrierung unter norwegischer Flagge zu einem zweiwöchigen Streik der Besatzungsmitglieder.
Im November 1981 ging das Schiff an die Det Forenede Dampskibs-Selskab und erhielt nach einem Umbau bei Blohm + Voss in Hamburg den Namen Scandinavian Sea. Im Februar 1982 nahm sie den Einsatz für Kreuzfahrten zwischen Port Canaveral und Freeport auf. Am 9. März 1984 brach gegen 19.30 Uhr Ortszeit während einer Fahrt vor Port Canaveral ein Brand an Bord des Schiffes aus. Es konnte in den Hafen zurückkehren, wo alle 946 Personen unverletzt von Bord gehen konnten. Das Feuer wurde erst am 11. März gelöscht und zerstörte große Teile der daraufhin zum Totalverlust erklärten Scandinavian Sea.
Im Mai 1984 ging das Schiff an Sea Protector Maritime mit Sitz in Liberia und wurde ab 1985 unter dem Namen Venus Venturer in Valencia für den reinen Kreuzfahrtbetrieb umgebaut. Am 7. November 1986 erfolgte die Indienststellung als Discovery I für die neugegründete Discovery Cruise Line, ebenfalls zwischen Port Canaveral und Freeport sowie nach Jacksonville.
Am 8. Mai 1996 brach während einer Kreuzfahrt vor Freeport ein Brand im Maschinenraum der Discovery I aus, der sich auf die oberen Decks ausbreitete. Alle Besatzungsmitglieder und die 829 an Bord befindlichen Passagiere konnten unverletzt evakuiert werden, doch das am Folgetag in den Hafen von Freeport geschleppte Schiff war irreparabel beschädigt. Nach kurzer Aufliegezeit in Freeport, einem Besitzerwechsel an Impact Marine und einem zuerst in Singapur geplanten Abbruch wurde die Discovery I im Juni 1997 nach Alang überführt traf am 29. August 1997 zum Abbruch in der Abwrackwerft von Goyal Traders ein.